# Мёнххаген
Мёнххаген (нем. Mönchhagen) — община в Германии, в земле Мекленбург-Передняя Померания.
Входит в состав района Бад-Доберан. Подчиняется управлению Ростоккер Хайде.  Население составляет 1118 человек (на 31 декабря 2010 года). Занимает площадь 10,58 км².